# Harry C. Gahn

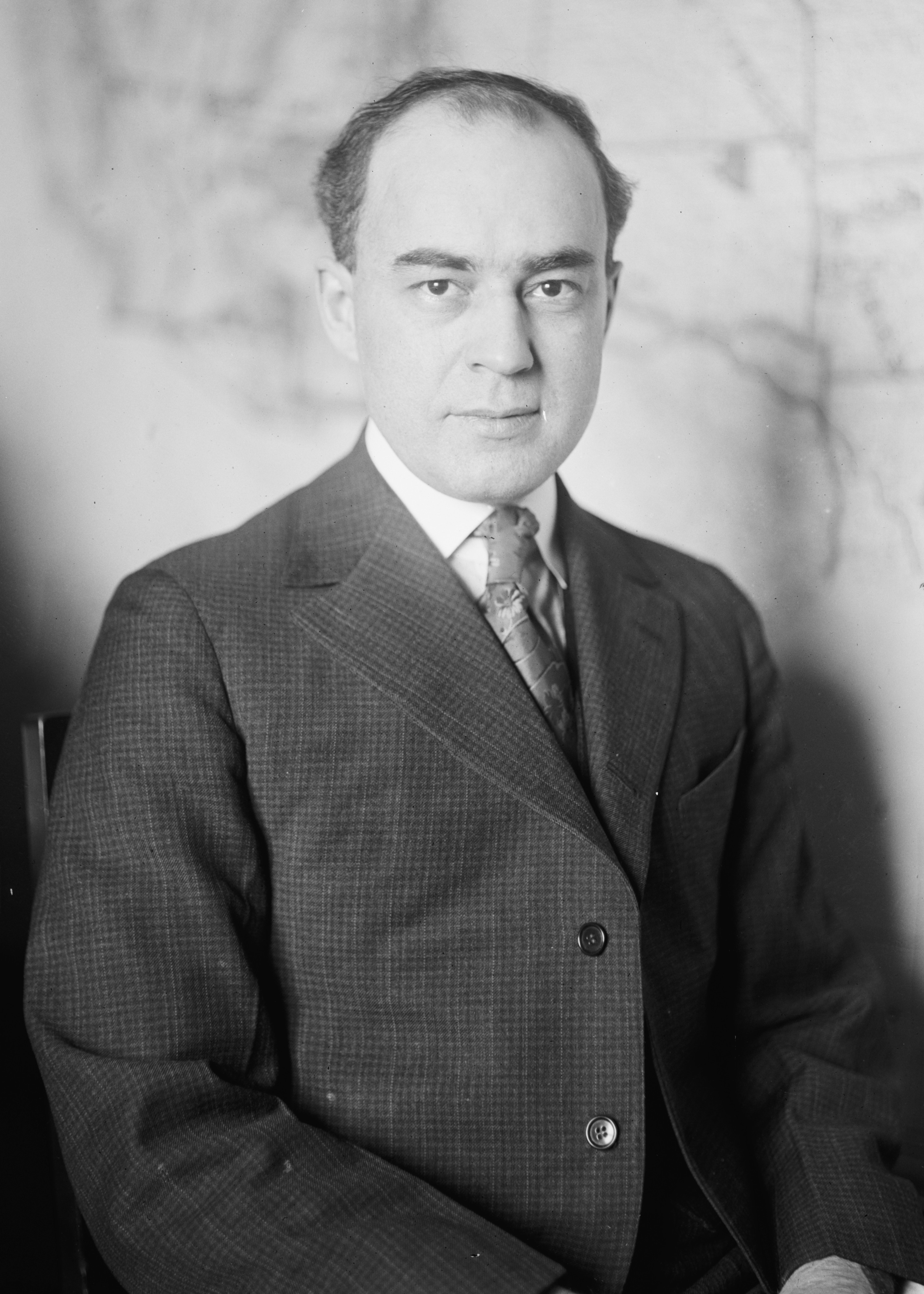
Harry C. Gahn

Harry Conrad Gahn (* 26. April 1880 in Elmore, Ottawa und Sandusky County, Ohio; † 2. November 1962 in Cleveland, Ohio) war ein US-amerikanischer Politiker der Republikanischen Partei. Von 1921 bis 1923 war er Mitglied des Repräsentantenhauses der Vereinigten Staaten für den 21. Kongressdistrikt des Bundesstaates Ohio.

## Leben
Harry C. Gahn wurde in Elmore geboren. Dort besuchte er die öffentlichen Schulen. 1904 beendete er sein Jura-Studium an der University of Michigan. Im selben Jahr erhielt er seine Anwaltszulassung und wurde als Anwalt in Cleveland tätig. Von 1909 bis 1911 war er Rechtsanwalt für die Cleveland Legal Aid Society. Mitglied des Stadtrates von Cleveland war er von 1910 bis 1921, 1918 und 1919 amtierte er als Präsident des Stadtrates. Ebenso war er von 1911 bis 1921 Mitglied der Kommission für Flüsse und Häfen der Stadt Cleveland.
1920 wurde er als Vertreter des 21. Kongressdistrikts von Ohio ins US-Repräsentantenhaus gewählt. Seinen Distrikt vertrat er von 1921 bis 1923, eine Wiederwahl scheiterte. Er kehrte zurück nach Cleveland um wieder seiner Tätigkeit als Anwalt nachgehen zu können. Von 1936 an war er 20 Jahre lang Solicitor for Independence in Ohio.
Gahn starb 1962 in Cleveland. Er wurde auf dem Harris-Elmore Union Cemetery in seiner Geburtsstadt beigesetzt.